# Пёстрый фазан Эллиота

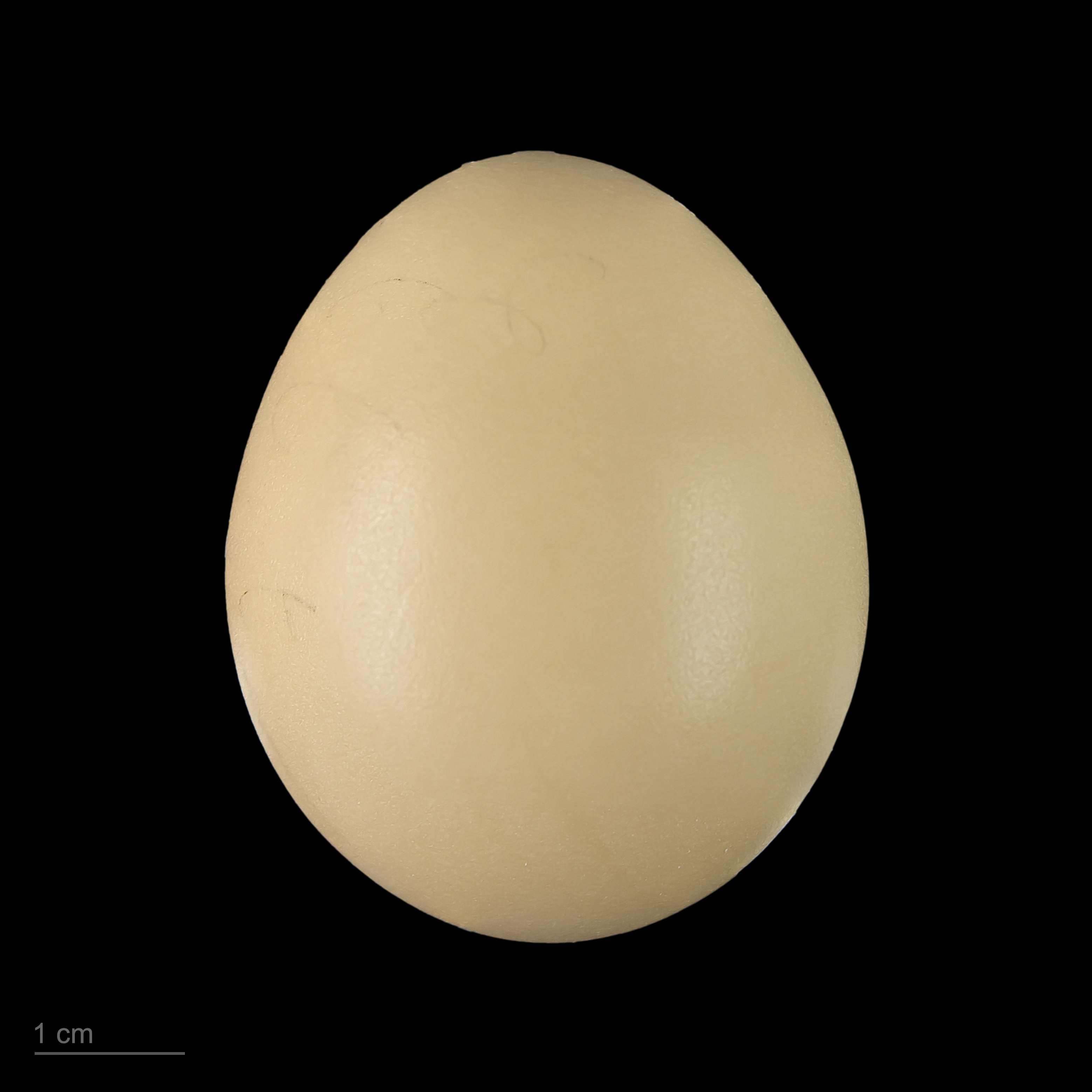
яйцо Syrmaticus ellioti - Тулузский музеум

Пёстрый фазан Эллиота, или светлобрюхий фазан (лат. Syrmaticus ellioti) — птица семейства фазановых. Обитает в восточном Китае к югу от Янцзы и живёт там в субтропических лесах и вторичных биотопах, а также в культурном ландшафте. Видовое название дано в честь американского орнитолога Даниэля Жиро Эллиота.

## Описание
Самец достигает длины в 80 см, при этом на хвост приходится примерно 42—47 см. Длина крыльев составляет от 230 до 240 мм, масса от 1 до 1,3 кг. Самка меньше, длиной 50 см, хвост значительно короче, примерно от 17 до 19,5 см. Длина крыльев от 210 до 225 мм, масса от 800 до 900 г.

## Вокализация
Репертуар звуков не очень велик. Тревожный призыв и призыв возбуждения — это резкое, но не громкое визжание, а также нисходящий ряд свистов. Кроме того, имеются глубокие, кудахчущие и клохтающие звуки.

## Распространение
Распространение пёстрого фазана Эллиота ограничено юго-восточным Китаем и простирается с востока Гуйчжоу и западу и югу Хунани через Гуанси-Чжуанский автономный район и Гуандун до Цзянси, на юг от Хубэя и Анхоя до Чжэцзян и Фуцзянь. Первоначально монотипичный вид обитал только в области Цзянси, Анхоя, Чжэцзяна и Фуцзяня. Его первоначальная среда обитания сегодня сильно рассечена и популяция вида сильно сократилась. Так как пёстрый фазан Эллиота начал использовать частично вторичную среду обитания в культурном ландшафте, его ареал значительно увеличился в последнее время на запад. Популяция насчитывает более чем 100 000 особей и классифицируется МСОП как «near threatened». Сегодня потенциальную угрозу представляет вырубка леса.

## Образ жизни
Пёстрый фазан Эллиота живёт в субтропических лиственных и смешанных лесах с густой кроной деревьев, реже в кустарниковой растительности на высоте от 200 до 1 900 м над уровнем моря. Однако, в культурном ландшафте он заселяет вторичную среду обитания, такую как густые заросли бамбука, папоротников и кустов и встречается даже в высаженных лесах и лугах.
Биология размножения известна исключительно в неволе, где токование начинается между концом января и серединой февраля. Как у фазана право на участок выражается шумным хлопаньем крыльев. Во время тока самец демонстрирует спину и перья хвоста. Кладка состоит из 6—8 светло- или красновато-бежевых яиц размером 42×33 мм. Высиживание длится 25 дней.